# Grand Prix automobile d'Italie 1988
Résultats du Grand Prix automobile d'Italie de Formule 1 1988 qui a eu lieu sur le circuit de Monza le 11 septembre 1988.

## Classement
| Pos. | No | Pilote               | Écurie               | Tours | Temps/Abandon                      | Grille | Points |
| ---- | -- | -------------------- | -------------------- | ----- | ---------------------------------- | ------ | ------ |
| 1    | 28 | Gerhard Berger       | Ferrari              | 51    | 1 h 17 min 39 s 744 (228,528 km/h) | 3      | 9      |
| 2    | 27 | Michele Alboreto     | Ferrari              | 51    | + 0 s 502                          | 4      | 6      |
| 3    | 18 | Eddie Cheever        | Arrows-Megatron      | 51    | + 35 s 532                         | 5      | 4      |
| 4    | 17 | Derek Warwick        | Arrows-Megatron      | 51    | + 36 s 114                         | 6      | 3      |
| 5    | 16 | Ivan Capelli         | March-Judd           | 51    | + 52 s 522                         | 11     | 2      |
| 6    | 20 | Thierry Boutsen      | Benetton-Ford        | 51    | + 59 s 878                         | 8      | 1      |
| 7    | 6  | Riccardo Patrese     | Williams-Judd        | 51    | + 1 min 14 s 743                   | 10     |        |
| 8    | 15 | Mauricio Gugelmin    | March-Judd           | 51    | + 1 min 32 s 566                   | 13     |        |
| 9    | 19 | Alessandro Nannini   | Benetton-Ford        | 50    | + 1 tour                           | 9      |        |
| 10   | 12 | Ayrton Senna         | McLaren-Honda        | 49    | Collision                          | 1      |        |
| 11   | 5  | Jean-Louis Schlesser | Williams-Judd        | 49    | + 2 tours                          | 22     |        |
| 12   | 4  | Julian Bailey        | Tyrrell-Ford         | 49    | + 2 tours                          | 26     |        |
| 13   | 25 | René Arnoux          | Ligier-Judd          | 49    | + 2 tours                          | 24     |        |
| Abd. | 11 | Alain Prost          | McLaren-Honda        | 34    | Moteur                             | 2      |        |
| Abd. | 30 | Philippe Alliot      | Larrousse-Ford       | 33    | Moteur                             | 20     |        |
| Abd. | 14 | Philippe Streiff     | AGS-Ford             | 31    | Embrayage                          | 23     |        |
| Abd. | 10 | Bernd Schneider      | Zakspeed             | 28    | Moteur                             | 15     |        |
| Abd. | 22 | Andrea De Cesaris    | Rial-Ford            | 27    | Châssis                            | 18     |        |
| Abd. | 9  | Piercarlo Ghinzani   | Zakspeed             | 25    | Moteur                             | 16     |        |
| Abd. | 36 | Alex Caffi           | Scuderia Italia-Ford | 24    | Panne électrique                   | 21     |        |
| Abd. | 29 | Yannick Dalmas       | Larrousse-Ford       | 17    | Radiateur                          | 25     |        |
| Abd. | 23 | Pierluigi Martini    | Minardi-Ford         | 15    | Moteur                             | 14     |        |
| Abd. | 2  | Satoru Nakajima      | Lotus-Honda          | 14    | Moteur                             | 12     |        |
| Abd. | 24 | Luis Pérez-Sala      | Minardi-Ford         | 12    | Boîte de vitesses                  | 19     |        |
| Abd. | 1  | Nelson Piquet        | Lotus-Honda          | 11    | Sortie de piste                    | 7      |        |
| Abd. | 21 | Nicola Larini        | Osella               | 2     | Moteur                             | 17     |        |
| Nq.  | 3  | Jonathan Palmer      | Tyrrell-Ford         |       | Non qualifié                       |        |        |
| Nq.  | 26 | Stefan Johansson     | Ligier-Judd          |       | Non qualifié                       |        |        |
| Nq.  | 31 | Gabriele Tarquini    | Coloni-Ford          |       | Non qualifié                       |        |        |
| Nq.  | 33 | Stefano Modena       | Eurobrun-Ford        |       | Non qualifié                       |        |        |
| Npq. | 32 | Oscar Larrauri       | Eurobrun-Ford        |       | Non préqualifié                    |        |        |

## Pole position et record du tour
- Pole position : Ayrton Senna en 1 min 25 s 974 (vitesse moyenne : 242,864 km/h).
- Meilleur tour en course : Michele Alboreto en 1 min 29 s 070 au 44e tour (vitesse moyenne : 234,422 km/h).

## Tours en tête
- Ayrton Senna : 49 (1-49)
- Gerhard Berger : 2 (50-51)

## À noter
- 4e victoire pour Gerhard Berger.
- 94e victoire pour Ferrari en tant que constructeur.
- 94e victoire pour Ferrari en tant que motoriste.
- 5e et dernier record du tour pour Michele Alboreto.
- Seule course de la saison 1988 qui ne soit pas remportée par une McLaren.